# V789 Геркулеса
V789 Геркулеса (лат. V789 Herculis) — тройная звезда в созвездии Геркулеса на расстоянии приблизительно 3407 световых лет (около 1045 парсек) от Солнца. Видимая звёздная величина звезды — от +15,6m до +14,9m. Возраст звезды определён как около 4,967 млрд лет.
Пара первого и второго компонентов — двойная затменная переменная звезда типа W Большой Медведицы (EW). Орбитальный период — около 0,332 суток (7,9681 часа).
Открыта Людвигом Мaйнунгером в 1983 году*.

## Характеристики
Первый компонент — жёлтый карлик спектрального класса G6. Масса — около 1,13 солнечной, радиус — около 1,15 солнечного, светимость — около 1,48 солнечной. Эффективная температура — около 5470 K.
Второй компонент — жёлтый карлик спектрального класса G. Масса — около 0,27 солнечной, радиус — около 0,62 солнечного, светимость — около 0,43 солнечной. Эффективная температура — около 5005 K.
Третий компонент. Орбитальный период — около 29,2 года.